# Listă de companii metalurgice
Aceasta este o listă de companii metalurgice:
- Alcoa
- ArcelorMittal
- ArcelorMittal Construction
- Baosteel
- Chinalco
- Companhia Siderúrgica Nacional
- Corus Group
- Evraz Group
- en:Hindalco Industries, cel mai mare producător indian de aluminiu
- Klöckner & Co
- Lindab AB
- Marcegaglia
- Mechel
- Mittal Steel
- Nippon Steel
- Rusal
- Severstal
- Steel Authority of India Limited
- Tata Steel
- Tenaris
- ThyssenKrupp
- TMK
- Vallourec
- Vimetco
- Voestalpine

## Companii metalurgice din România
- Alor
- Alro Slatina
- Alum
- Alumil
- Amco
- ArcelorMittal Galați
- ArcelorMittal Hunedoara
- ArcelorMittal Tubular Products Iași
- ArcelorMittal Tubular Products Roman
- Cord Buzău
- Cuprom
- Donasid
- Ductil Steel
- Galfinband
- Grantmetal
- Intfor
- Ipromet
- Laminorul
- MetalBand
- Metalexportimport
- Metalurgica Aiud
- Nicovala Sighișoara
- Oțelinox Târgoviște
- Silcotub
- Sinterom
- Someg
- Sometra
- TMK Artrom
- TMK Reșița
- Trefo
- Tubinox
- Valmet
- VES Sighișoara
- Zimtub